# Vatica diospyroides
Vatica diospyroides är en tvåhjärtbladig växtart som beskrevs av Symington. Vatica diospyroides ingår i släktet Vatica och familjen Dipterocarpaceae. Inga underarter finns listade i Catalogue of Life.

## Bildgalleri

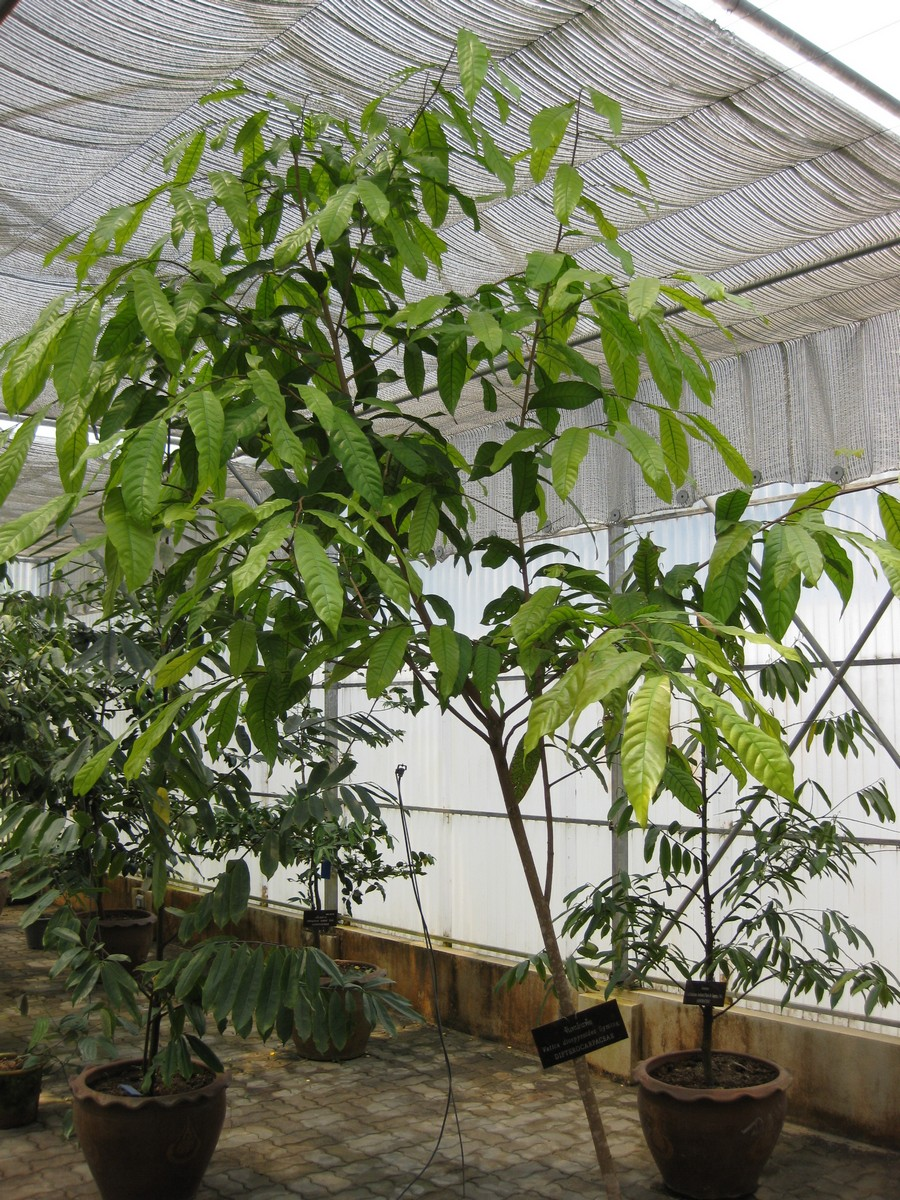
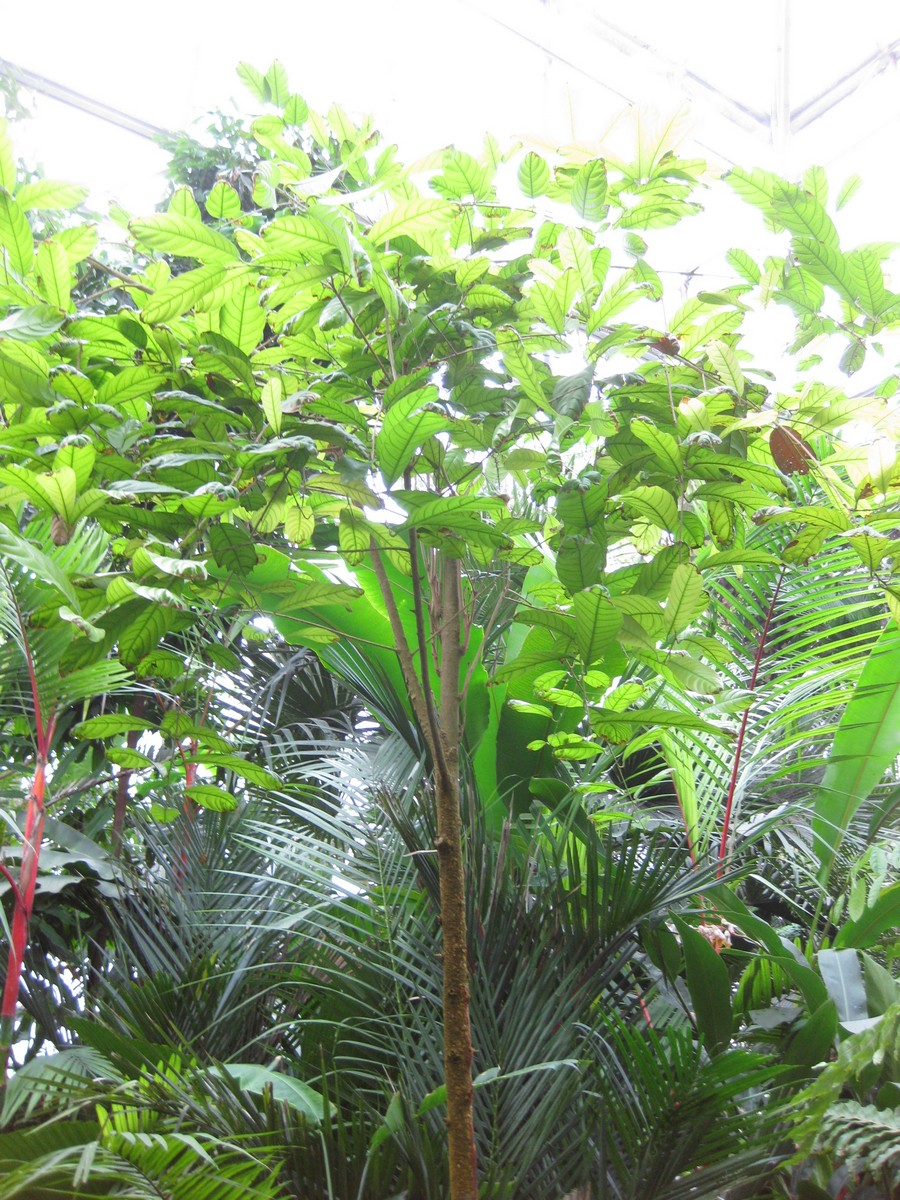
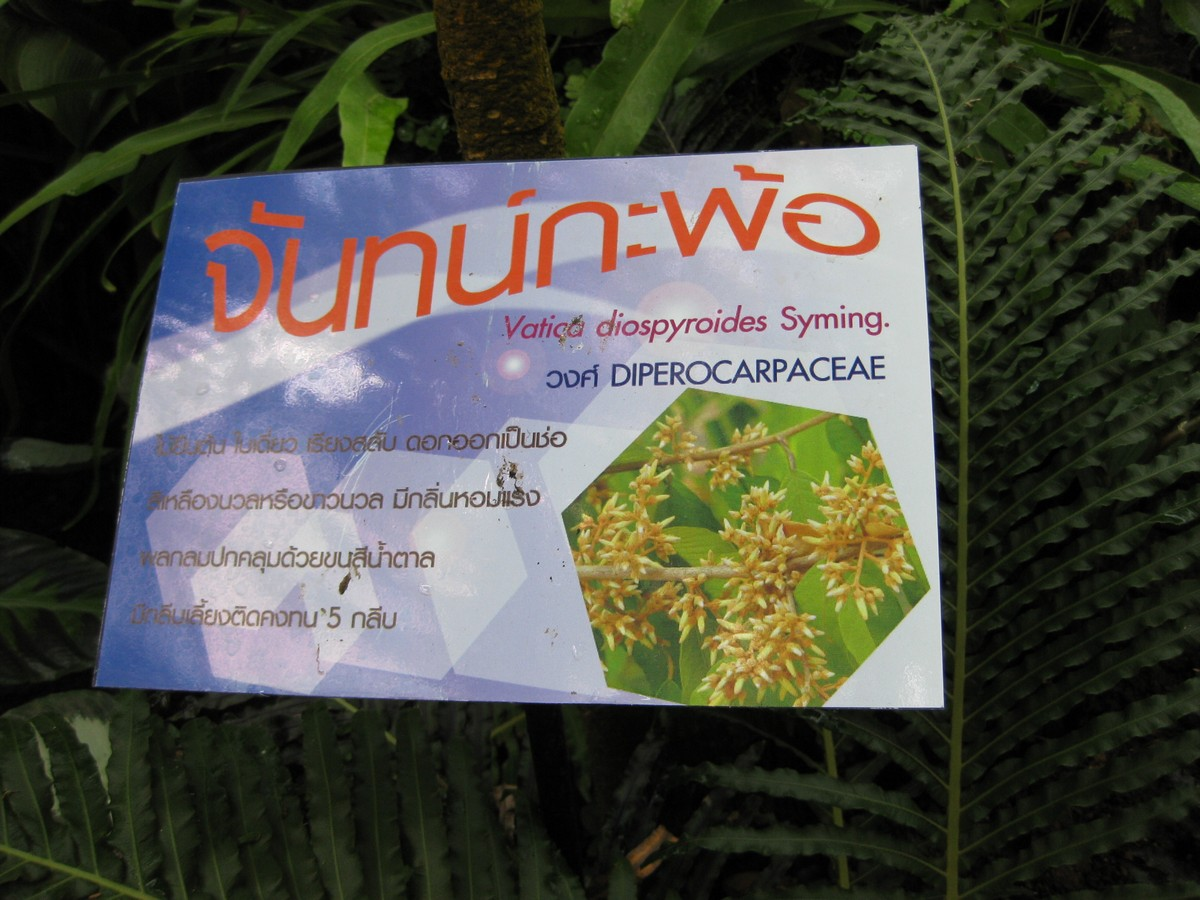
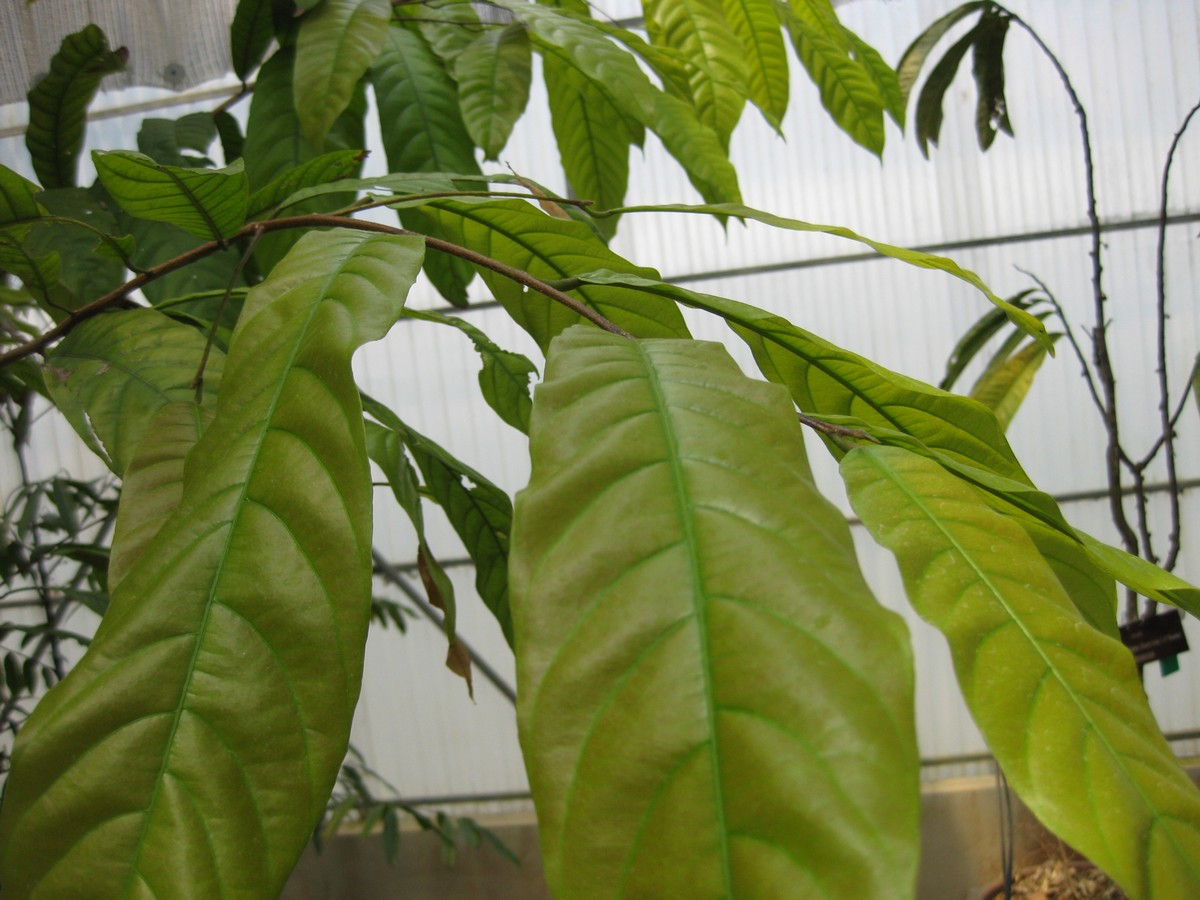